# 格雷厄姆·夏普
格雷厄姆·夏普（英語：Graham Sharp，1917年12月19日—1995年1月2日），英国男子花样滑冰运动员。他曾代表英国参加世界花样滑冰锦标赛，获得一枚金牌和三枚银牌。他也参加了1936年和1948年冬季奥运会。